# Norrlandståget
Norrlandståget är ett inofficiellt namn för den av Trafikverket upphandlade tågtrafiken Narvik–Luleå–Stockholm. Trafiken bedrivs sedan december 2024 av SJ. Mellan december 2020 och december 2024 hade Vy Tåg ansvar för trafiken.   

## Historik
Trafiken bedrevs av Statens Järnvägar fram till den 10 januari 2000 då Tågkompaniet tog över. I tre och ett halvt år kördes Norrlandståget av Tågkompaniet, och speciellt för perioden var de panoramavagnar som kördes allra längst i norr i fjällvärlden.
Veolia Transport AB (före detta Connex) tog sedan över trafiken den 15 juni 2003, och då försvann panoramavagnarna. Veolia körde två nattåg samt tre dagtåg per dygn.
Tågtrafiken Malmö–Eskilstuna–Västerås–Luleå–Narvik gick under många år, från 1968 till 1980-talet, under namnet Lapplandspilen, och var som Lapplandspilen Sveriges och Nordens längsta tågförbindelse utan byte. Denna linje gick inte över Stockholm utan passerade väster om Mälaren. Tåget hade vid avgången från Malmö ofta 14–16 vagnar, vagnarna kopplades sedan av längs resan. Man kunde alltså åka direkt från södra Sverige till exempelvis Östersund/Åre/Storlien, Umeå och Luleå. Omvänt på andra hållet startade ett kortare tåg i Narvik och fylldes på efter hand.
Från den 15 juni 2008 till den 12 december 2020 sköttes trafiken av SJ, fram till 2016 genom dotterbolaget SJ Norrlandståg AB, och därefter i egen regi, detta sedan SJ vann Rikstrafikens upphandling.. När Rikstrafiken upphörde övergick ansvaret för upphandlingen till Trafikverket.
SJ AB fick under 2012 kontraktet för trafik med två tåg dagligen i varje riktning mellan Stockholm och Narvik från juni 2013 till december 2018, förlängt till december 2020. Tågen kan fortsätta till andra orter men det sker utanför avtalet. Tågen går på Botniabanan längs kusten vilket innebär att passagerartrafiken upphört på Stambanan genom övre Norrland söder om Vännäs.
SJ körde ett tåg  Narvik/Luleå–Stockholm och ett tåg Luleå–Umeå–Stockholm/Göteborg. Sträckan Stockholm–Göteborg ingick inte i upphandlingen, utan kördes på kommersiella grunder av SJ. De sista åren kördes delen till Göteborg direkt från Sundsvall utan att passera Stockholm.
Efter att Vy Tåg tog över i december 2020 fortsatte SJ att köra nattåg Umeå–Stockholm/Göteborg på kommersiella grunder. 

## Trafik
Efter en upphandling i början av 2020 tilldelades Vy Tåg nattågstrafiken Stockholm–Narvik/Luleå, med trafikstart 13 december 2020. Avtalet gäller trafik till december 2024. Från och med december 2024 bedriver SJ trafiken på ett ettårigt avtal med möjlighet till ett års förlängning.
Två nattåg avgår varje dygn, dels Narvik/Luleå–Stockholm, dels Luleå–Umeå–Stockholm. Den längsta sträckan är Narvik–Stockholm som är 1606 km. De lokdragna dagtågen Narvik–Kiruna–Luleå ingår också i upphandlingen. 

## Banor
Tågen går på Ostkustbanan, Arlandabanan, Ådalsbanan, Botniabanan, Stambanan genom övre Norrland samt Malmbanan.
Norra delen av Botniabanan mellan Umeå och Örnsköldsvik började användas 2010 av ett nattåg och 2012 började det tåget att gå hela Botniabanan och Ådalsbanan vilket förkortade restiden med omkring två timmar.

## Konkurrent
Trafikverket garanterar inte ensamrätt, men upphandlar trafiken enbart från en operatör. Dåvarande Veolia Transport körde under somrarna 2008–2010 en konkurrerande tur i veckan Malmö–Narvik och en tur Göteborg–Narvik och tillbaka. Detta kallades Lapplandståget.
SJ kör sedan man förlorade trafiken i december 2020 ett konkurrerande nattåg som vänder i Umeå på kommersiell basis, med möjlighet att resa både från Göteborg och från Stockholm, och som samkörs med, och i Sundsvall även växlas ihop med vagnar från nattåget till Jämtland. Denna trafik upphörde från och med december 2024.